# 熱帶風暴貝碧嘉 (2018年)
熱帶風暴貝碧嘉（英語：Tropical Storm Bebinca，國際編號：1816，聯合颱風警報中心：WP202018，中港澳譯名：貝碧嘉）是2018年太平洋颱風季第16個被命名的熱帶氣旋。「貝碧嘉」一名由澳門提供，是一種牛奶，為當地的特色甜品，澳門人喜愛的食物，可於澳門的葡國餐廳找到。此名稱為第4次使用，當中對上一次的2013年，以及首次使用此名的2000年同名風暴都有吹襲華南。
貝碧嘉的最大特徵為其生命史中段在南海西北部至廣東西部的蝴蝶結式迷走，徘徊該區長達6日，之後才以頂峰強度西移掠過雷州、北部灣及登陸越南北部。貝碧嘉生成初期具有「季候風低壓」特性，且更有多中心情況導致定位分歧甚大。隨後貝碧嘉北上吹襲廣東西部後陷入引導氣流微弱的環境，滯留南海西北部並出現類似蝴蝶結狀的不規則路徑，大幅延長它影響廣東西部和珠江口一帶的時間，導致澳門熱帶氣旋信號總生效時數和三號風球持續時間皆刷新最長紀錄。可是貝碧嘉的環流緊縮且切離至西面，澳門氣象局為貝碧嘉發出該年首次八號熱帶氣旋信號，結果淪為當地超過20年來風勢最弱的一個。

## 氣象歷史

### 外強中乾兩翼分裂
經過2018年7月較為頻繁的熱帶氣旋活動後，熱帶輻合帶長期盤據南海至西北太平洋一帶，在一道延綿不斷的季風槽中，低壓區發展依然活躍。歐洲中期天氣預報中心在7月末已開始預計南海中部會有一個廣闊低壓區形成，隨後逐漸北抬並吹襲廣東西部至海南。這個預報中的低壓區於8月4日在南海中部生成，美國海軍研究實驗室給予熱帶擾動編號96W。此系統是一個「季候風低壓」，環流廣闊、風力外強內弱，且更有多中心情況，加上系統長期受制於強勁垂直風切變，導致難以整合組織，發展相當遲緩，聯合颱風警報中心對其於1日內發展成熱帶氣旋的機會評級為「低」。在隨後數日間，此系統只是大致向西北緩慢移動，結構雜亂無章，沒有螺旋性和熱帶氣旋雛形，只能勉強以攝氏28度的炎熱海水供應之能量掙扎求存。不過聯合颱風警報中心到8月8日下午仍把上述機會提升至「中」，至晚上10時半更升至「高」並發出熱帶氣旋形成警報。當日系統徘徊南海中部，「季候風低壓」特性在衞星雲圖上顯而易見，有巨大對流空洞，具組織雨帶都集中在系統外圍。這個低壓區到8月9日上午的組織仍然沒有改善，但中國国家气象中心率先在上午9時半把該系統升為熱帶低壓。香港天文台到下午3時半亦表示該低壓區正緩慢增強，「一個熱帶氣旋似乎在形成中」，至下午5時20分亦升為熱帶低氣壓。此時該系統的外圍雨帶開始影響華南沿岸，帶來狂風驟雨。日本氣象廳則延至翌日（10日）凌晨2時才把該系統升為熱帶低氣壓。
因為該系統的多中心情況仍然持續，且其強烈對流更於衞星雲圖上一分為二，形態上接近一條低壓槽多於一個熱帶氣旋，所以定位非常困難，各官方部門對於此系統的定位有重大分歧。中國國家氣象中心以系統「西翼」的中心作為定位，表示該中心於10日上午9時登陸海南瓊海；但該中心隨後於海南減弱消散，導致中國國家氣象中心要大幅向東重新定位。香港天文台和日本氣象廳以兩邊對流中間的空隙作定位，該中心先以時速約10至12公里的偏西北路徑逼近海南，再於當晚東折徘徊南海西北部。聯合颱風警報中心則一度以「東翼」作定位，使其定位資料成為各官方部門中最偏東，但之後亦重新定位至較接近香港天文台和日本氣象廳所示位置。基於歐洲中期預報中心、美國「全球預報模式」等主流電腦數值預報模式的運算結果，中國國家氣象中心與香港天文台均預計此系統北上吹襲廣東西部，隨後轉向西至西南移入廣西或北部灣，分別只在於前者定位較偏西下預期先掠過海南，後者預計直接往粵西進發；然而部份較「冷門」的數值預報則估計此系統可能東移到珠江口以南海域。

### 粵西南海繞圈迷走

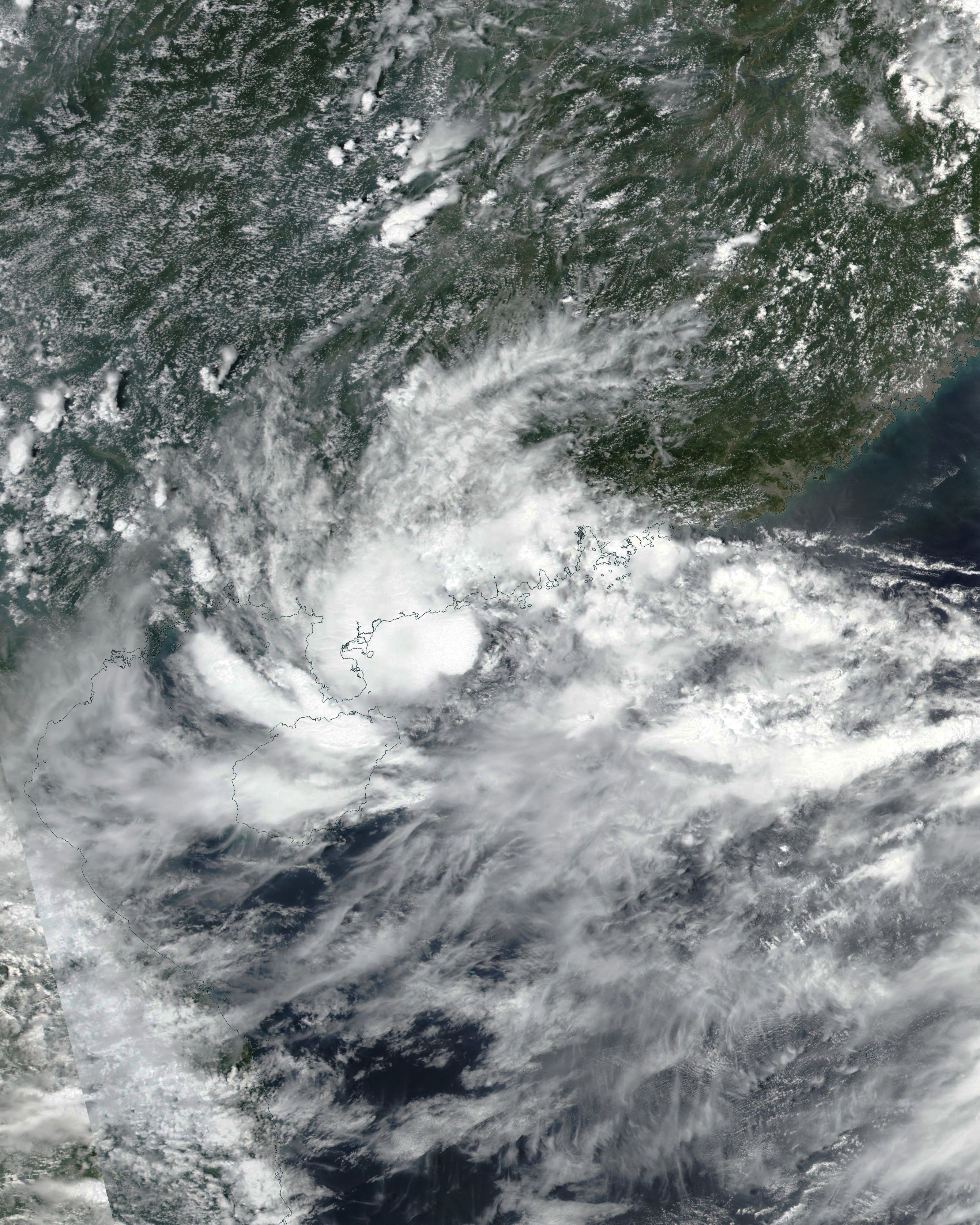
在8月12日於南海北部緩慢移動的貝碧嘉

8月11日早上，該系統受惠於垂直風切變緩和而稍作增強，主中心附近有對流爆發，各副中心亦陸續消失，同時加速向東北偏北推進，中國國家氣象中心表示該系統於上午10時35分在廣東陽江海陵島登陸，香港天文台到上午11時45分亦表示該熱帶低氣壓登陸陽江。之後該系統隨即轉向西南「掉頭」，午夜時份在茂名附近重返南海西北部。由於該系統上岸後預料將受陸地摩擦，因此聯合颱風警報中心於當晚10時半一度取消熱帶氣旋形成警報，至12日下午1時半才重發。就在此系統折返廣東西部對開海域之際，主流電腦數值預報模式對這熱帶低氣壓的預測卻出現劇烈轉變，美國「全球預報模式」於11日入夜後報出上述東移到珠江口附近的運算結果，隨後連歐洲中期預報中心於12日凌晨亦得出此預報，促使中國國家氣象中心和香港天文台先後於11日傍晚和12日凌晨較後時間大幅修改預測路徑，改為預料緩慢向東漂移，到13日或14日才最接近珠江口一帶，逆時針繞圈並有機會移入香港西南面200公里內。事緣位處臺灣以東海域的熱帶氣旋摩羯採取較原先預期更為偏西的路線逼近臺灣，與此熱帶低氣壓的距離明顯收窄而有機會受到摩羯的牽制，路徑變得飄忽不定；加上摩羯移入華東揚長而去後，西北太平洋另一熱帶氣旋麗琵阻礙副熱帶高壓脊向西伸展，令引導氣流持續微弱。
在引導氣流微弱加上受摩羯牽引的情況下，此熱帶低氣壓在12日午夜出海後，凌晨至早上確實向東至東南緩行，下午再折向偏南。脫離陸地影響後，此系統開始鞏固其鬆散組織，強度逐漸上升，廣東省氣象台於南海西北部的浮標錄得8級風，中國國家氣象中心於下午2時50分先行把此熱帶低氣壓升為熱帶風暴，香港天文台到40分鐘後（3時半）緊接升格。然而聯合颱風警報中心直至當晚11時才把此系統升為熱帶低氣壓，給予熱帶氣旋編號20W。日本氣象廳亦要到實測烈風後半日，在晚上9時25分才對系統發出烈風警告，表示系統有機會在1日內加強為熱帶風暴，至翌日（13日）上午9時25分才把該熱帶低氣壓正式升為熱帶風暴，並命名為貝碧嘉，給予國際編號1816。當日貝碧嘉緩慢東移，環流大幅收緊，失去原有的「季候風低壓」特性，尤以東面為甚，加上垂直風切變仍沒減退，導致貝碧嘉的深層對流向西切離，低層環流中心暴露。最終聯合颱風警報中心延至當日下午5時才把貝碧嘉升為熱帶風暴，成為各官方氣象部門中最遲升格的一個。

### 西移增強直襲越南
貝碧嘉到14日早上抵達澳門正南方並繼續停滯不前，高低層分離的情況沒有改善，不過中國國家氣象中心在下午5時25分仍把貝碧嘉升為強熱帶風暴。熱帶氣旋麗琵橫過日本九州後，讓出空間予副熱帶高壓脊向西延伸，貝碧嘉於15日午夜起開始採取西移路徑，時速約10公里，遠離珠江口一帶並移向雷州半島，結束它在南海至廣東西部一帶的蝴蝶結式迷走。在西移的同時貝碧嘉亦順勢把先前被切離至西面的深層對流重新捲入中心，成功修復原先外露的低層環流中心和開始填補東北面環流，形成中心密集雲團，香港天文台延至早上7時45分終把貝碧嘉升為強烈熱帶風暴。此後貝碧嘉向西南偏西推進，中國國家氣象中心表示貝碧嘉於當晚9時40分在廣東雷州登陸及減弱為熱帶風暴，香港天文台個多小時後在晚上11時15分亦把貝碧嘉降為熱帶風暴。16日凌晨貝碧嘉移入北部灣，隨即受惠於該區水溫達攝氏31度的炎熱海水而重新組織，強度回升，中國國家氣象中心之降格僅維持約7小時，便於凌晨5時10分把貝碧嘉再次升為強熱帶風暴；香港天文台到上午11時45分亦表示貝碧嘉已重新增強為強烈熱帶風暴，然而日本氣象廳延至晚上9時正才首次把貝碧嘉升為強烈熱帶風暴，更在事後發佈的「最佳路徑」中把這次升格撤銷。
當日貝碧嘉繼續以時速10公里向西南偏西推進，橫過北部灣並穩定移向越南北部。貝碧嘉在翌晨（17日）作最後登陸前，香港天文台已在早上6時半把貝碧嘉再度降為熱帶風暴，隨後在上午9時45分公佈貝碧嘉已在越南北部登陸。地形影響加上垂直風切變依然強勁，使貝碧嘉上岸之際，中心密集雲團隨即瓦解，深層對流再次向西南切離，強度迅速而顯著回落。聯合颱風警報中心在上午11時對貝碧嘉發出最後警告，日本氣象廳和香港天文台到下午3時10分及4時15分更先後把貝碧嘉降為熱帶低氣壓，此時貝碧嘉已進入老撾。當晚貝碧嘉在陸地摩擦下步入末路，低層環流中心變得難以辨認，香港天文台到當晚9時45分表示貝碧嘉已進一步減弱為低壓區，日本氣象廳到18日早上8時亦表示貝碧嘉已經減弱消散，不過貝碧嘉的殘餘低壓區仍持續為中南半島帶來惡劣天氣。

## 影響

### 中国大陆
当地发布之最高台风预警信号： 颱風黃色預警信號

#### 海南
当地发布之最高台风预警信号： 颱風黃色預警信號
在貝碧嘉仍為低壓區時，海南省氣象局已指出南海中部將有熱帶擾動發展，隨後會在8月10日逼近海南東部，屆時海南將有狂風大雨。由於預計北部湾、东方市到临高一帶將受5至6級東北風影響，隨後更可能吹起6至7級風，但貝碧嘉仍未成為熱帶氣旋，因此海南省氣象局在8月9日早上6時發佈海上大風藍色預警信號。隨着貝碧嘉在增強為熱帶低氣壓，海南省氣象局在上午11時改發颱風藍色預警信號，當時貝碧嘉移至文昌市東南偏南275公里。在海南島預計會受大雨到暴雨程度降雨影響、万宁市3個鄉鎮更已錄得超過60毫米雨量的情況下，海南省氣象局同時發出暴雨黃色預警，半小時後海南省氣象局亦啟動颱風四級應急響應。貝碧嘉以西北路徑直逼海南，在10日上午9時正登陸琼海市潭门镇，下午經文昌市移入南海，海南省氣象局在11日凌晨5時改發暴雨藍色預警。海南省氣象局提醒，當日海南市東北部地區仍有較強風雨。貝碧嘉在上午10時35分於廣東省陽江市海陵島作出第二次登陸，其外圍雨帶開始遠離，海南省氣象局在下午3時解除暴雨藍色預警信號。之後貝碧嘉在南海徘徊，其外圍雨帶持續影響海南，海南省氣象局在13日下午5時再次發出暴雨藍色預警信號。貝碧嘉增強為強熱帶風暴，並預計再度接近海南，在雷州掠過甚至登陸文昌，海南省氣象局在15日早上6時同時發出颱風黃色預警信號和暴雨黃色預警信號，當時貝碧嘉移至廣東陽江以南95公里。貝碧嘉在午夜時份最接近海南，海南沿海地區吹7至9級風。16日凌晨貝碧嘉進入北部灣，海南省氣象局在早上6時直接取消暴雨黃色預警信號，同時改發颱風藍色預警信號；10小時後，當貝碧嘉進一步移離，海南省氣象局在下午4時解除颱風藍色預警信號。
貝碧嘉吹襲期間，海南連續5日受暴雨影響，打破海南受暴雨影響的最長紀錄。全省共有122個鎮錄得超過300毫米雨量，當中56個鎮有超過500毫米雨量、6個鎮有超過700毫米雨量，海口市市區和臨高南寶鎮更有超過900毫米雨量。海口、臨高、東方在貝碧嘉吹襲期間的雨量更分別佔當地全年平均雨水的43%、40%和31%。

#### 广东
当地发布之最高台风预警信号： 颱風橙色預警信號
貝碧嘉在8月10日登陸海南並逼近雷州半島，廣東省氣象局在下午3時正啟動氣象災害（颱風）四級應急響應，當時貝碧嘉距離徐聞只有70公里。貝碧嘉離開海南後在8月11日移向廣東沿岸，在上午10時35分登陸阳江市海陵島，並在廣東逆時針轉向，移向南海。在貝碧嘉的外圍雨帶影響下，廣東西部出現大雨到暴雨，廣東省氣象局在晚上9時半啟動氣象災害（暴雨）三級應急響應，當時貝碧嘉剛移出廣東，位於陽江近海。貝碧嘉在廣東對開海域徘徊並增強為熱帶風暴，廣東省氣象局在14日早上8時正啟動氣象災害（颱風）三級應急響應，當時貝碧嘉位於陽江之東南225公里。貝碧嘉於15日晚上9時40分在雷州再度登陸後移入北部灣，廣東省氣象局在16日下午5時正直接解除氣象災害（颱風）三級應急響應，當時貝碧嘉位於雷州西南方230公里。

#### 广西
当地發布之最高台风预警信号： 颱風藍色預警信號
貝碧嘉登陸廣東後，將循海南移入北部灣，在廣西以南掠過，廣西省氣象台在11日下午4時50分發出颱風藍色預警信號，廣西省氣象局在下午5時正亦啟動氣象災害（颱風）四級應急響應，當時貝碧嘉位於廣東陽江境內。貝碧嘉隨後徘徊南海3日。因應貝碧嘉登陸越南，廣西省氣象台在17日上午10時半解除颱風藍色預警信號，當時貝碧嘉集結在越南北部。

### 澳門
- 當地發出之最高熱帶氣旋信號： 八號東北風球 /  八號東南風球
- 當地發出之最高風暴潮警告：藍色風暴潮警告
- 最接近當地時間：2018年8月14日晚上10時
- 最接近當地位置：澳門氣象局總部之西南偏南約100公里

貝碧嘉在8月9日黃昏加強為熱帶低氣壓，地球物理暨氣象局在下午5時正發出一號風球，當時貝碧嘉集結在澳門之西南偏南約540公里。氣象局同時發出藍色風暴潮警告，預料隨後數日受天文潮疊加風暴潮影響，內港一帶會出現水浸。氣象局於當晚表示翌日（10日）發出三號風球之機會為中等，但由於貝碧嘉採取較偏西北路徑逼近海南，氣象局於10日上午改指一號風球會在日間維持，晚上發出三號風球機會仍為中等。一號風球整日生效，澳門天氣轉差及有狂風驟雨，隨著貝碧嘉入夜後東折，晚間澳門3條大橋受間竭性強風影響，當晚氣象局表示會視乎情況考慮在翌晨（11日）發出三號風球。
11日凌晨貝碧嘉向東北偏北加速移近，澳門刮起清勁東南風，3條大橋風勢強勁，氣象局在早上6時正發出三號風球，當時貝碧嘉移至澳門之西南約260公里。氣象局表示三號風球會在日間維持，而隨著貝碧嘉登陸廣東陽江後折返南海西北部並停滯不前，當晚氣象局表示發出更高熱帶氣旋信號機會低，但提醒市民適逢天文大潮，內港仍可能出現水浸。然而隨著貝碧嘉增強為熱帶風暴，並採取比預期偏東的路徑逼近，氣象局於8月12日下午把翌日（13日）晚上至14日早上發出八號風球的可能性上調至中等，同時表示三號風球會在當日至翌日上午維持。當日澳門繼續有狂風驟雨，3條大橋風速間竭達強勁水平，不過到13日早上貝碧嘉的東面環流收緊，導致風勢一度緩和，氣象局表示三號風球會在日間維持，14日凌晨至早上發出八號風球機會為中等。
隨著貝碧嘉採取偏東北路徑更接近珠江口一帶，對澳門威脅繼續提升，氣象局在14日早上表示下午考慮發出更高熱帶氣旋信號，機會上調至偏高。但由於境內風勢仍較弱，3條大橋仍只間中吹強風，氣象局隨後表示下午5時前維持三號風球，然而把當晚發出八號風球的機會再向上修訂為「高」，最終氣象局在下午3時45分宣佈預計在當晚7時半發出八號風球。貝碧嘉傍晚進一步增強為強烈熱帶風暴，並預料在澳門南面100公里或以內掠過，氣象局在晚上7時半發出八號東北風球，當時貝碧嘉集結在氣象局總部以南約120公里。氣象局預測澳門風勢將會上升，預料八號風球會在晚間維持。可是貝碧嘉的東面環流疲弱，沒有雨帶掃過澳門，除3條大橋間中吹強勁東至東北風外，境內風勢依然微弱，完全沒有錄得疾勁或烈風風力，氣象局表示翌日（15日）凌晨至早上改發較低熱帶氣旋信號機會中等，若貝碧嘉採取更偏西路線遠離，改發三號風球時間更會比預期早。
貝碧嘉於14日晚上10時最接近澳門，在氣象局總部之西南偏南約100公里掠過。因應風向再度轉變為東南，氣象局在晚上11時正改發八號東南風球，當時貝碧嘉移至氣象局總部之西南偏南約110公里。氣象局隨即表示貝碧嘉正逐漸遠離澳門，隨後數小時考慮改發三號風球，到晚上11時20分更已宣佈將在翌日凌晨12時半改發三號風球。氣象局在15日凌晨12時半改發三號風球，當時貝碧嘉集結在澳門之西南偏南約120公里。氣象局表示三號風球會在早上6時前維持，後指會進一步維持到上午10時前。在貝碧嘉開始移離下，風暴潮威脅終告解除，藍色風暴潮維持長達5日後，氣象局在凌晨2時取消所有風暴潮警告。早上貝碧嘉西移遠離，澳門風力持續緩和，氣象局在上午11時取消所有熱帶氣旋信號，當時貝碧嘉移至澳門之西南約220公里。是次熱帶氣旋信號總生效時數接近6日，長達138小時，創下氣象局設立數字熱帶氣旋信號系統以來，發出熱帶氣旋信號總時間的最長紀錄，此外三號風球亦生效超過3日，發出長達85小時半後才轉發八號風球，亦打破原先由2005年颱風達維保持的最長三號風球紀錄；但與此同時，氣象局改發八號東南風球後僅維持1小時半旋即轉發三號風球，以15分鐘之差打破僅由前一年颱風天鴿之八號東北風球創下的最短單一八號風球紀錄，是次八號風球亦僅維持5小時，為澳門第4短八號風球紀錄。
氣象局基於貝碧嘉會在距離澳門100公里範圍內掠過，中心附近的烈風可能直接影響澳門而發出八號風球。可是八號風球生效期間澳門風勢微弱，3條跨海大橋僅間中受強風影響，境內完全沒有疾勁或烈風紀錄，淪為1995年颱風肯特後23年以來風勢最弱的八號熱帶氣旋信號，氣象局事後亦被市民質疑錯發八號風球。以臨時代理方式兼任氣象局局長的環保局局長譚偉文事後解釋，貝碧嘉擾攘多時且移動路徑迂迴曲折，到14日進一步加強和接近，當時若按預測路徑持續逼近，距離澳門會只餘80公里。考慮到貝碧嘉移動速度慢和中心風力強烈，對澳門的影響較大，氣象局經過分析和商討後決定發出八號風球，並提早公佈消息讓市民做好準備。他認為氣象局發出八號風球的決定正確，完全根據科學及按照實際情況判斷，不受個別事件影響。氣象局前副局長、澳門氣象學會理事長冼保生亦表示，對於風速較慢、路徑較迂迴的熱帶氣旋，打「穩陣波」是最好辦法，因為氣象局預測一定時間內須作決定，不論決定好壞皆須執行，以便民防等部門準備救援。冼保生形容，貝碧嘉很難預測，即使氣象預報模式亦有很大偏差，他認為相關部門在貝碧嘉襲澳所做的工作都對市民有益。有網民在香港地下天文台Facebook專頁上支持澳門氣象局發出八號風球的決定，認為氣象局汲取天鴿風災的教訓後變得謹慎和以公眾安全為先，並指出貝碧嘉當時已加強為強烈熱帶風暴，最接近澳門的距離只有100公里，可視為「正面吹襲」，對澳門構成威脅，氣象局必須保障市民的生命安全。但亦有網民質疑氣象局發出八號風球的必要性，忽略貝碧嘉的風力結構不均，其薄弱的東北環流難以為澳門帶來持續烈風，亦指出在熱帶氣旋信號生效期間，3條跨海大橋的最高10分鐘平均風速只有約每小時50公里，與八號風球下限的每小時63公里仍有一定距離，形容氣象局經歷天鴿風災後變得如驚弓之鳥。

### 香港
當地發出之最高熱帶氣旋警告信號： 三號強風信號
8月9日早上受到貝碧嘉的外圍環流影響，離岸地區如橫瀾島和長洲泳灘刮起強風，因為當時貝碧嘉仍為「季候風低壓」性質、組織鬆散的低壓區，所以香港天文台於中午12時發出之「特別天氣提示」中表示考慮發出強烈季候風信號，但指隨後數日天氣漸轉不穩定，呼籲市民提高警覺。可是貝碧嘉於黃昏加強為熱帶低氣壓，天文台隨即在下午5時15分發出一號戒備信號，當時貝碧嘉集結在香港之西南約540公里。天文台指貝碧嘉當晚會保持一段距離，但受其外圍雨帶支配，隨後數日有狂風驟雨，離岸間中吹強風。由於貝碧嘉滯留南海西北部，因此一號信號維持超過4日，而貝碧嘉的外圍雨帶引發狂風大雨，導致天文台由8月10日起計連續3日發出黃色暴雨警告信號。8月11日貝碧嘉一度採取偏東北路徑加速靠近，天文台表示考慮在上午9時至下午2時發出三號信號，但在香港境內風力未有上升且貝碧嘉提前登陸廣東陽江下放棄。
隨著貝碧嘉移回南海西北部後改向東移且增強為熱帶風暴，天文台於8月12日再次表示會按風力變化考慮發出三號信號，可是在境內實測風力疲弱下一再押後，直至13日晚上才表示於翌晨6時前考慮發出三號熱帶氣旋警告信號。天文台在14日凌晨5時20分發出三號強風信號，當時貝碧嘉移至香港之西南偏南約190公里。天文台多次表示下午6時前發出八號信號機會較低，但預料稍後貝碧嘉會北移，靠近珠江口一帶。貝碧嘉於下午2時最接近香港，在天文台總部之西南偏南約150公里掠過。惟貝碧嘉於日間幾乎停滯不前，香港風勢未有大幅上揚，使天文台其後在下午4時45分表示，除非貝碧嘉顯著增強或採取較為東北路徑移動，否則三號信號會維持一段時間；到晚上8時45分更表示貝碧嘉開始緩慢西移，當貝碧嘉對香港的威脅解除時，天文台會取消所有熱帶氣旋警告信號，最終在晚上10時45分宣佈在之後數小時改發一號信號。天文台在15日凌晨2時20分改發一號戒備信號，當時貝碧嘉集結在香港之西南約190公里。隨後貝碧嘉開始穩定向西遠離，3小時後天文台終在凌晨5時20分取消所有熱帶氣旋警告信號，當時貝碧嘉集結在香港之西南偏西約220公里。
貝碧嘉襲港期間，天文台測風網絡的8個指定自動氣象站只有1個錄得強風，三號信號不達標；機場以些微之差，未能錄得強風。長洲雖在三號信號生效期間曾吹強風，但其逼近烈風程度的最高持續風速則只在首次一號信號生效時出現。風暴期間，長洲錄得之最高10分鐘平均風速為每小時61公里。而首次發出之一號信號維持4日半，長達108小時5分鐘後天文台方發出三號信號，成為有紀錄以來第二長的一號信號，僅次於1977年颱風戴娜的124小時40分鐘；熱帶氣旋警告信號總生效時數亦超過5日半，達132小時5分鐘，為戰後第三長。風暴造成18宗塌樹，其中新田公路大樹倒塌壓毀2部駛經的私家車及貨櫃車，1名司機受輕傷。

### 越南
在貝碧嘉生成不久，數值預報模式和部份官方氣象部門的預測已顯示貝碧嘉在吹襲中國廣東西部和海南後會西折登陸越南，不過貝碧嘉的蝴蝶結式迷走引致其吹襲越南的時間延後3日。可是這亦令貝碧嘉以比原先預期更高的強度，在8月17日上午登陸越南北部。受貝碧嘉引發的狂風暴雨影響，越南中部和北部受災嚴重，洪水和山泥傾瀉造成最少10死、3人失蹤。

## 熱帶氣旋警告使用紀錄

### 中國大陸
| 国家气象中心 颱風預警信號 | 国家气象中心 颱風預警信號 | 国家气象中心 颱風預警信號 |
| ------------------------- | ------------------------- | ------------------------- |
| 上一熱帶氣旋              | 颱風藍色預警信號          | 下一熱帶氣旋              |
| 颱風雲雀                  | 颱風藍色預警信號          |                           |
| 強熱帶風暴摩羯            | 颱風黃色預警信號          |                           |

### 澳門
| 地球物理暨氣象局 熱帶氣旋信號 | 地球物理暨氣象局 熱帶氣旋信號 | 地球物理暨氣象局 熱帶氣旋信號 |
| ----------------------------- | ----------------------------- | ----------------------------- |
| 上一熱帶氣旋                  | 一號風球                      | 下一熱帶氣旋                  |
| 熱帶風暴山神                  | 一號風球                      | 熱帶風暴百里嘉                |
| 熱帶風暴山神                  | 三號風球                      | 熱帶風暴百里嘉                |
| 颱風卡努                      | 八號東北風球                  | 超強颱風山竹                  |
| 強烈熱帶風暴帕卡              | 八號東南風球                  | 超強颱風山竹                  |
| 颱風卡努                      | 八號風球                      | 超強颱風山竹                  |

### 香港
| 香港天文台 熱帶氣旋警告信號 | 香港天文台 熱帶氣旋警告信號 | 香港天文台 熱帶氣旋警告信號 |
| --------------------------- | --------------------------- | --------------------------- |
| 上一熱帶氣旋                | 一號戒備信號                | 下一熱帶氣旋                |
| 熱帶風暴山神                | 一號戒備信號                | 熱帶風暴百里嘉              |
| 熱帶風暴山神                | 三號強風信號                | 熱帶風暴百里嘉              |

## 外部連結
| 太平洋颱風季             |
| 主題頁 - 專題 - 編輯指南 |

- （英文）颱風2000：各氣象部門對貝碧嘉的預測路徑集合 （页面存档备份，存于）
- （日語）日本氣象廳：數位颱風網資料（日文版 （页面存档备份，存于）、英文版 （页面存档备份，存于））、1816最佳路徑數據 （页面存档备份，存于）、1816最佳路徑圖、2018年熱帶氣旋最佳路徑數據 （页面存档备份，存于） （页面存档备份，存于）
- （英文）美國太空總署：相關資料 （页面存档备份，存于）
- （英文）美國聯合颱風警報中心：20W最佳路徑數據 （页面存档备份，存于） （页面存档备份，存于）
- （英文）美國海軍研究實驗室：20W檔案 （页面存档备份，存于）
- （繁體中文）臺灣交通部中央氣象局：颱風資料庫——輕度颱風貝碧佳、貝碧佳最佳路徑圖[永久]
- （繁體中文）香港天文台：強烈熱帶風暴貝碧嘉報告 （页面存档备份，存于）、2018年8月熱帶氣旋概述 （页面存档备份，存于）、實時天氣稿（8月9日 （页面存档备份，存于）－10日 （页面存档备份，存于）－11日 （页面存档备份，存于）－12日 （页面存档备份，存于）－13日 （页面存档备份，存于）－14日 （页面存档备份，存于）－15日－16日－17日 （页面存档备份，存于））
- （繁體中文）澳門地球物理暨氣象局：2018年熱帶氣旋年報——強烈熱帶風暴貝碧嘉